# 日子
《日子》是2020年臺灣劇情片，由蔡明亮執導，李康生和亞儂·弘尚希所主演。這是蔡明亮自2005年《天邊一朵雲》參賽後，再度入圍第70屆柏林影展正式競賽片，也是間隔15年後再度有臺灣電影角逐柏林影展，並獲得該屆泰迪熊獎的評審團獎。

## 演員
- 李康生
- 亞儂·弘尚希

## 製作
該片從2014年開始拍攝，因蔡明亮認識一名寮國的亞儂·弘尚希，便也把該男子拍進電影作品。

## 發行
2020年蔡明亮以該片再度入選柏林国际电影节的正式競賽單元，並進行世界首映。影片尚未发行，样片便在中国大陆的网络泄露。同年5月25日，台北電影節宣布該片為閉幕片。2023年10月27日於全台戲院上映。

## 展覽
2023年10月27日《日子》在臺灣院線上映，同時也在北師美術館展出畫作、老件收藏和未公開畫面。「蔡明亮的日子」展覽是映射出蔡明亮創作《日子》期間的心境轉折，及多年來的生命流變。展期中會舉辦陳湘琪、林曼麗、胡晴舫、鄭宗龍、王小棣的引路人座談，蔡明亮與亞儂談「美味關係」，以及「蔡明亮的時代曲」老歌分享。

## 獎項
| 類別                       | 頒獎日期       | 獎項               | 入圍者／作品                           | 結果   | 參考   |
| -------------------------- | -------------- | ------------------ | -------------------------------------- | ------ | ------ |
| 柏林国际电影节             | 2020年2月29日  | 泰迪熊獎－評審團獎 | 《日子》                               | 獲獎   | [ 4 ]  |
| 臺北電影獎                 | 2020年7月11日  | 最佳劇情長片       | 《日子》                               | 提名   | [ 14 ] |
| 臺北電影獎                 | 2020年7月11日  | 最佳導演           | 蔡明亮                                 | 提名   | [ 14 ] |
| 臺北電影獎                 | 2020年7月11日  | 最佳男主角         | 李康生                                 | 提名   | [ 14 ] |
| 亞洲電影大獎               | 2020年10月14日 | 最佳導演           | 蔡明亮                                 | 提名   | [ 15 ] |
| 亞洲電影大獎               | 2020年10月14日 | 最佳新演員         | 亞儂·弘尚希                            | 提名   | [ 15 ] |
| 金馬獎                     | 2020年11月21日 | 最佳劇情長片       | 《日子》                               | 提名   |        |
| 金馬獎                     | 2020年11月21日 | 最佳導演           | 蔡明亮                                 | 提名   |        |
| 金馬獎                     | 2020年11月21日 | 最佳音效           | 曹源峰、何湘鈴、林子翔、李育智、王敏旭 | 提名   |        |
| 國際電影愛好者協會         | 2021年2月20日  | 最佳電影           | 《日子》                               | 第三名 | [ 16 ] |
| 第12屆青年電影手冊年度盛典 | 2021年3月28日  | 年度華語十佳影片   | 《日子》                               | 提名   |        |
| 第12屆青年電影手冊年度盛典 | 2021年3月28日  | 年度導演           | 蔡明亮                                 | 提名   |        |
| 第12屆青年電影手冊年度盛典 | 2021年3月28日  | 年度編劇           | 蔡明亮                                 | 提名   |        |
| 第12屆青年電影手冊年度盛典 | 2021年3月28日  | 年度男演員         | 李康生                                 | 提名   |        |
| 台灣影評人協會             | 2024年4月      | 最佳影片           | 《日子》                               | 提名   |        |
| 台灣影評人協會             | 2024年4月      | 最佳導演           | 蔡明亮                                 | 提名   |        |

## 外部連結
- 豆瓣电影上《日子》的資料 （简体中文）
- 開眼電影網上《日子》的資料（繁體中文）
- 互联网电影数据库（IMDb）上《日子》的资料（英文）
- 台灣電影網上《日子》的資料（繁體中文）